# Limnophyes margaretae
Limnophyes margaretae är en tvåvingeart som beskrevs av Ole Anton Saether 1975. Limnophyes margaretae ingår i släktet Limnophyes och familjen fjädermyggor.
Artens utbredningsområde är Manitoba. Arten har ej påträffats i Sverige. Inga underarter finns listade i Catalogue of Life.